# Eurysternus nigrovirens
Eurysternus nigrovirens là một loài bọ cánh cứng trong họ Bọ hung (Scarabaeidae).